# 馬來西亞中華大會堂總會
马来西亚中华大会堂总会，简称华总，由马来西亚13州的中华大会堂或华团总会在内的15个华团于1991年成立。

## 历史
华总的前身为马來西亞中华大会堂联合会(简称堂联)，1997年易名华总。堂联筹组于1982年9月，由雪兰莪中华大会堂发起，并获得各州华团领导机构的响应。 1990年召开成立大会，会长一职由沈慕羽与林玉静展开激烈竞争。结果林玉静当选，委任吴德芳为秘书长。从80年代开始便由华社的领导人李延年提出申请，经过曲曲折折的历程，才由黄文彬与林玉静合力争取到注册。
堂联的注冊历经8年的等待与争取，始于1991年10月17日获准，並于同年12月13日举行第一届全国代表大会。 堂联之前，13州的大会堂与董教总组十五华团工委会。堂联成立之后，董总与教总必须脱离堂联，也须洽谈一些属下小组的管辖问题。堂联与董教总商谈之后，华社资料研究中心由董教总管理，华人文化基金和文化节由堂联负责。堂联后来易名为中华大会堂总会，简称华总。
1991年11月25日，全国十五华团领导机构召开最后一次理事会议，正式宣布解散并发表联合声明，明白宣称堂联、董总、教总三大机构日后“将取代及延续十五华团的斗争目标、工作形式和团结精神”。虽然后来的发展显示，三大机构未能落实联合声明所称的延续十五华团在工作形式及团结精神。惟三大机构都不轻言放弃延续十五华团斗争目标的声明。
马来西亚目前注册的华团超过一万个，其中大部分为地缘、血缘、业缘及文教团体。这些团体也是各州华团的直属会员，也就是华总的间接会员。换言之， 华总是马来西亚的华团领导机构，专注于华社的文化、教育、经济、社会及民生课题。

## 宗旨
- 促进我国各民族亲善与团结。
- 商讨与处理与会员有关的问题。
- 针对影响会员的政策或措施提出意见。
- 在符合联邦宪法的原则下，推动和参与文教、福利、社会及经济工作。
- 联合与本会宗旨相同的社团，以达致上述目标。

## 会员与组织

### 会员
- 玻璃市州华人大会堂
- 吉打州华人大会堂
- 槟州华人大会堂
- 霹雳中华大会堂
- 吉隆坡暨雪兰莪中华大会堂
- 森美兰中华大会堂
- 马六甲中华大会堂
- 柔佛州中华总会
- 吉兰丹中华大会堂
- 登嘉楼中华大会堂
- 彭亨华人社团联合会
- 沙巴中华大会堂
- 砂拉越华人社团联合总会

## 历代总会长
| 任序 | 姓名             | 肖像 | 生卒日期 （歲數）       | 就任 （就任岁数） | 卸任 （卸任岁数） | 在任时间 | 会员                     | 任职           | 备注 |
| ---- | ---------------- | ---- | ----------------------- | ----------------- | ----------------- | -------- | ------------------------ | -------------- | ---- |
| 1    | 丹斯里林玉静     |      | 1936年― 2006年 （70歲） |                   |                   |          | 吉隆坡暨雪兰莪中华大会堂 | 隆雪华堂会长   |      |
| 2    | 丹斯里吴德芳博士 |      | 1937年― 2021年 （84歲） |                   |                   |          | 吉隆坡暨雪兰莪中华大会堂 | 隆雪华堂会长   |      |
| 3    | 丹斯里张征雄     |      | 1934年― 2012年 （78歲） |                   |                   |          | 霹雳中华大会堂           | 霹雳华堂主席   |      |
| 4    | 丹斯里林玉唐     |      | 1943年― （82歲）        |                   |                   |          | 槟州华人大会堂           | 槟州华堂主席   |      |
| 5    | 丹斯里方天兴     |      | 1948年― （77歲）        |                   |                   |          | 彭亨华人社团联合会       | 彭亨华团会长   |      |
| 6    | 丹斯里吴添泉     |      | 1961年― （64歲）        |                   |                   |          | 沙巴中华大会堂           | 沙巴华堂总会长 |      |